# Bathiste Tchouaffé
Bathiste Tchouaffé (Poitiers, 19 maggio 1998) è un cestista francese.

## Palmarès

### Squadra
- Coppa di Francia: 1

Nanterre 92: 2016-17
- Match des Champions: 1

Nanterre 92: 2017
- FIBA Europe Cup: 1

Nanterre 92: 2016-17